# ラフィー・ウッシャーン
ラフィー・ウッシャーン（Rafi ush-Shan, 1671年1月12日以前 - 1712年3月29日）は、北インド、ムガル帝国の第7代皇帝バハードゥル・シャー1世の五男（ただし、上の兄二人が早世したため、三男としても扱われることがある）。同国第10代皇帝ラフィー・ウッダラジャート、第11代皇帝ラフィー・ウッダウラ、対立皇帝イブラーヒームの父でもある。

## 生涯
1671年1月12日以降、ムガル帝国の第7代皇帝バハードゥル・シャー1世の五男（三男）として生まれた。
1707年3月20日、父から「ラフィー・ウッシャーン」の称号を賜った。
1712年3月29日、ラフィー・ウッシャーンはバハードゥル・シャー1世死後の帝位継承戦争において、兄のジャハーンダール・シャーにラホールで敗れ殺害された。